# Eugénie de Beauharnais
Eugénie Hortense Auguste Napoléone, connue comme Eugénie de Beauharnais, princesse de Leuchtenberg, née le 22 décembre 1808 à Milan (Italie) et morte le 1er septembre 1847 à Freudenstadt (Wurtemberg), était une princesse franco-allemande. Seconde fille d'Eugène de Beauharnais et de la princesse Augusta de Bavière, elle appartenait à la maison de Beauharnais. Son père était le beau-fils et fils adoptif de Napoléon Ier. En 1826, elle épousa Constantin de Hohenzollern-Hechingen.

## Biographie

### Fratrie
- Joséphine (née le 14 mars 1807; décédée le 7 juin 1876); en 1823, elle épousa Oscar Ier, roi de Suède et de Norvège
- Amélie (née le 31 juillet 1812; décédée le 26 janvier 1873); en 1829, elle épousa Pierre Ier, empereur du Brésil
- Théodelinde (née le 13 avril 1814; décédée le 1er avril 1857); en 1841, elle épousa le comte Frédéric de Wurtemberg, duc d'Urach
- Caroline Clotilde (née le 15 janvier 1816; décédée le 25 janvier 1816)
- Auguste de Leuchtenberg (né le 9 décembre 1810; décédé le 18 mars 1835); en 1834, il épousa Marie II, reine du Portugal
- Maximilien de Leuchtenberg né le 2 octobre 1817; décédé le 1er novembre 1852); le 14 juillet 1839, il épousa la grande-duchesse Marie Nicolaïevna de Russie, obtenant ainsi le titre d'Altesse impériale et le rang d'un Général de division russe

### Jeunes années

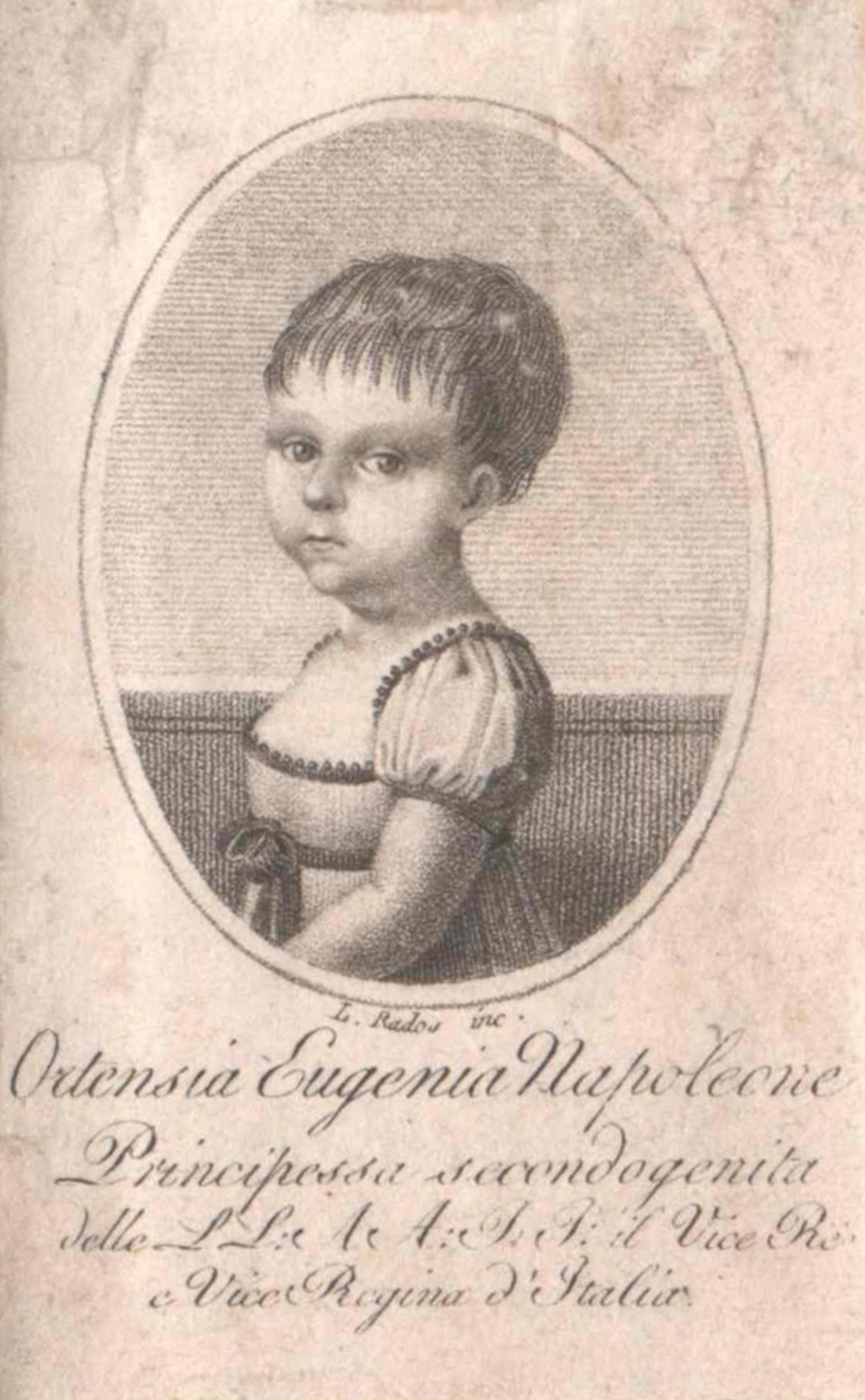
Eugénie de Beauharnais enfant. Gravure, Bibliothèque nationale autrichienne.

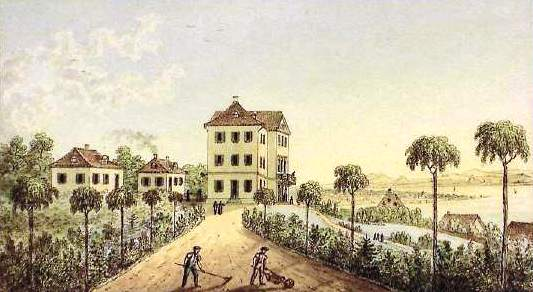
Château d'Eugensberg - 1850

Née et élevée en bonne catholique, Eugénie grandit au Palais Leuchtenberg, Munich et passa les étés avec ses parents au Château Eugensberg, une demeure construite par son père près du lac de Constance. Le train de vie et le comportement de la famille était princier à tout point de vue - l'émissaire français Coulomb écrivit, en 1822 : « Le prince Eugène de Beauharnais vit dans un plus grand luxe que Napoléon et sa cour ». Leur palace à Munich a été édifié par le célèbre architecte bavarois Leo von Klenze pour plus de deux millions de florins. En plus du Palais Leuchtenberg et du Château Eugensberg, la famille possédait également un manoir à Eichstätt ainsi qu'à Ismaning. À la mort de son père, en 1824, Eugénie hérita du Château d'Eugensberg.
En 1826, dans le cadre de l'indemnisation des anciens propriétaires français par la République d'Haïti, et en tant qu'héritiers de François et Alexandre de Beauharnais, planteurs esclavagistes de Saint-Domingue, Eugénie et et ses frères et sœurs touchent chacun la somme de 15 200 francs or, en dédommagement de la perte des biens familiaux, à la suite de la Révolution haïtienne,.

### Mariage
Le du 22 mai 1826, Eugénie épousa le prince héréditaire Constantin de Hohenzollern-Hechingen à Eichstätt. Comme de coutume à l'époque, le couple se connaissait à peine. Eugénie emmena Gustav von Billing, né à Leuchtenberg, à Hechingen pour y être son conseiller financier. Il géra son immense dot en lieu et place de la mère d'Eugénie et gagna rapidement la confiance du prince Constantin. À partir de 1833, Eugénie et son époux résidèrent au Château Lindich près d'Hechingen, la ville de résidence de la Maison de Hohenzollern-Hechingen. Ils passèrent leurs étés au Château d'Eusenberg et restèrent en contact avec leur Hortense et leur cousin Louis Bonaparte, qui devint plus tard Napoléon III. À Hechingen, Eugénie visita les pauvres et les malades, écrivit de nombreuses lettres, lut des ouvrages de spiritualité et s'adonna à des travaux de broderie.

### Vie à Hechingen
Faisant preuve d'une grande soif de vivre, Eugénie accompagnait même son époux à la chasse au chevreuil. Le couple fit plusieurs voyages à Munich, au château d'Eusenberg près du lac de Constance, à la résidence d'été des souverains de Bavière à Tegernsee et se lança même, en 1833, dans un Grand Tour de presque 18 mois jusqu'en Italie et en Sicile.

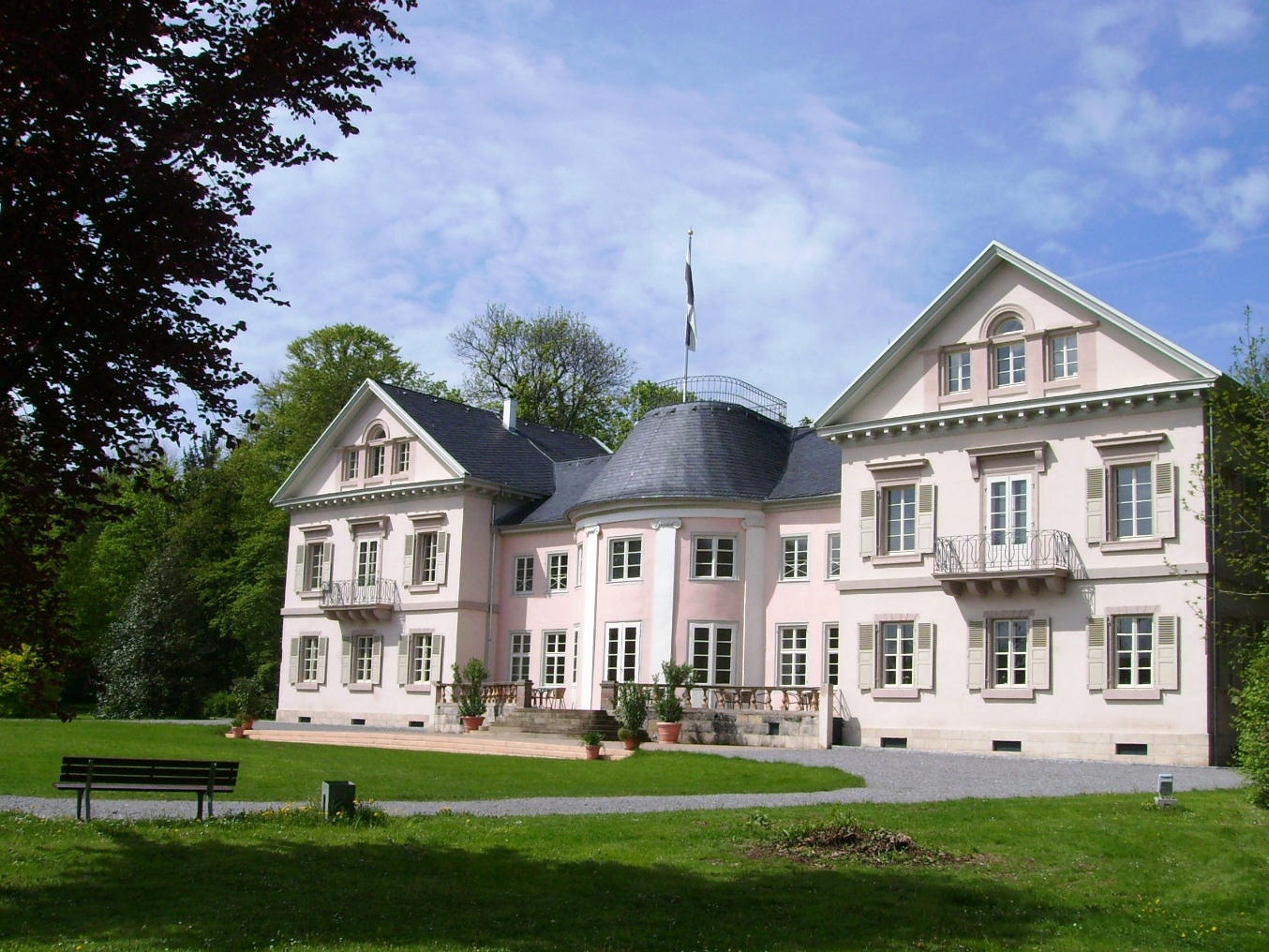
Villa Eugénie à Hechingen

Eugénie vendit le château d'Eugensberg pour 32.000 florins à Heinrich von Kiesow d'Augsbourg. Cette opération lui permit de financer la reconstruction de la villa Eugénie d'Hechingen où le couple s'installa en 1834. Elle racheta également la pension Zur Silberburg située à la pointe sud de la villa et s'attacha à la transformer de façon à disposer d'une seconde villa destinée à accueillir ses invités. Les jardins alentour, aujourd'hui connus sous le nom de Fürstengarten, furent rachetés et redessinés en jardins à l'anglaise.
Parmi les invités célèbres ayant séjourné à Hechingen, on peut citer Napoléon III, cousin d'Eugénie, Hector Berlioz et Franz Liszt. La Hofkapelle disposait d'une bonne acoustique, si bien qu'à partir de 1843, la villa accueillait les concerts du dimanche organisés par des ensembles musicaux ou musées des environs. Constantin s'y distinguait par le chant et Eugénie rejoignait les choristes pour certaines représentations comme Les Sept Dernières Paroles du Christ en croix de Joseph Haydn.

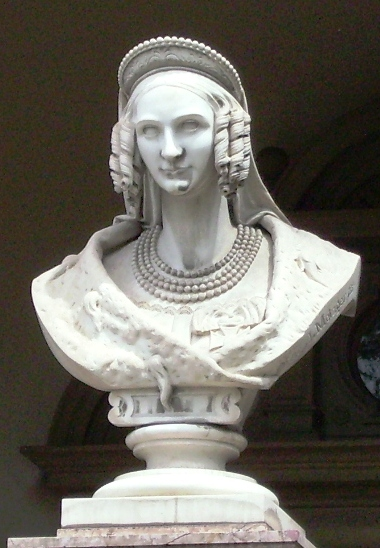
Buste d'Eugénie de Beauharnais - Hechingen

Constantin eut de nombreuses aventures extra-conjugales, ce qui n'avait certainement pas échappé à Eugénie et dut entacher leur bonheur conjugal. Restée sans enfant, Eugénie se consola en vivant dans une grande piété et une âme de bienfaitrice. Elle créa, ainsi, une maison de retraite ainsi qu'une école maternelle à Hechingen. Ce bâtiment où l'on peut admirer le buste d'Eugénie abrite, à présent, le tribunal d'instance (Amtsgericht en allemand) de la ville. Cette institution fut créée pour accueillir les enfants dont les parents connaissaient des difficultés d'ordre domestique, avaient un emploi du temps au travail ou aux champs qui ne leur permettait pas de s'occuper d’enfants en bas âge.
Pendant dix ans, elle s'occupa de son beau-père Frederik, gravement diminué par des blessures de guerre. Celui-ci mourut, en 1838, au château Lindich. Chaque jeudi saint, Eugénie et son époux lavaient les pieds de douze personnes âgées ou nécessiteuses et les invitaient ensuite à partager un repas (Apostelmahl en allemand) avec eux rappelant, ainsi, la cérémonie de la Cène.
En hiver 1846, Eugénie, atteinte de tuberculose, déménagea dans les cuisines situées directement derrière la villa Eugénie car elles étaient plus faciles à chauffer. Ses médecins lui conseillèrent de singuliers traitements comme d'inhaler les fumées de bouses de vache ou de faire brûler du moxa sur sa poitrine. Pour ne pas contaminer son mari, elle dut se résoudre à ne le voir que très rarement, et à distance uniquement. À l'été 1847, elle se rendit en cure à la station thermale de Badenweiler mais elle mourut pendant le trajet retour, à l'hôtel de la Poste, à  Freudenstadt, le 1er septembre 1847. Elle fut inhumée devant l'autel du caveau de la collégiale d'Hechingen; sur la demande de sa mère, son cœur fut placé dans une urne au sein de la chapelle du palais Leuchtenberg à Munich. Depuis 1952, cette urne est conservée dans une niche près du chœur, sur le côté droit de la collégiale. Dans son testament, Eugénie stipula que sa fortune s'élevant à un total de 273.000 florins soit léguée aux œuvres de charité.

## Honneurs et distinctions
- Dame de l'Ordre de Sainte-Élisabeth